# Szorabak
Szorabak – powiat afgański położony w południowo-wschodniej części prowincji Kandahar. 110 km na południe i wschód od stolicy prowincji. Graniczy z powiatami Reg od zachodu, Spin Boldak od północy oraz granica zewnętrzna z Pakistanem od wschodu i południa. Granicę zewnętrzną wyznacza Linia Duranda. Zasiedlenie ok. 10,200 (2006).
- AIMS District Map. aims.org.af. [zarchiwizowane z tego adresu (2006-03-16)].